# 系統還原
系統還原內置在微軟的Windows Me、Windows XP、Windows Vista、Windows 7、Windows 8、Windows 8.1、Windows 10以及Windows 11作業系統，可以還原系統檔案，登錄檔，已安裝程式等，當電腦發生問題時，用户便可使用此功能嘗試還原到到系統先前狀態。系統還原是個人電腦的備份及恢复工具。
Windows 2000以及Windows Server 2003操作系统並無內置系統還原。訂製于Windows XP的系統還原可安裝在Windows Server 2003，但是並不會受到微軟的支援。
在Windows Vista中，系統還原擁有一個改良的界面，並基於磁碟區陰影複製服務技術。在之前的Windows版本，系統還原是基於一個檔案過濾器監察某些副檔名，並在複寫之前先複製檔案。

## 概要
有時候，安裝程式或驅動程式會對電腦造成未預期的變更，甚至導致Windows不穩定，發生不正常的行為。通常，解除安裝程式或驅動程式可修正此問題。用户便可透過還原點，在不影響個人檔案（例如文件、電子郵件或相片）的情況下復原電腦系統變更。「系統還原」會影響Windows 系統檔、程式和登錄設定。它亦可能會變更電腦上的批次檔、指令碼和其他類型的執行檔。
系統還原能夠設定最高使用15%硬碟空間。舊的還原點將會被刪除以保持硬碟在指定的使用量。這能夠使很多用戶的還原點會被保留大約數星期。有些關切系統性能及硬碟空間的用戶可能會完全地關閉系統還原。檔案儲存在硬磁碟分割將不會被系統還原監控並且不會執行備份或還原。

## 不足之處
不需要安裝的軟體和原地的軟體升級可能會不能完全地被系統還原恢復，因為只有某幾種檔案會被回復，而不是完全的改變資料夾內容。
在Windows Me的最初版本中，系统还原功能存在着一个嚴重错误。

## 還原點
「系統還原」使用名為「系統保護」的功能，定期在電腦上建立並儲存還原點。一般來說，「系統還原」每天都會自動建立還原點，而在重大系統事件（如安裝程式、安裝Windows Update更新或裝置的驅動程式）之前也會建立還原點。此外，用户也可以手動建立還原點。

## 參看
- 磁碟區陰影複製服務
- 備份
- Time Machine：Mac OS X上類似功能的工具程式